# 오버킬 (밴드)
오버킬(Overkill)은 1980년 뉴저지주에서 결성된 미국의 스래시 메탈 밴드이다. 그들은 많은 라인업 변화를 겪었고 베이시스트 D. D. 버니와 리드 보컬리스트 바비 엘스워스가 유일하게 고정 멤버로 남아 있다. 이 밴드의 현재 라인업에는 버니, 엘스워스, 리드 기타의 데이브 린스크, 리듬 기타의 데릭 테일러, 드럼의 제이슨 비트너가 포함된다. 이 밴드는 뉴클리어 어솔트, 앤스랙스와 함께 가장 성공적인 이스트 코스트 스래시 메탈 밴드 중 하나이며, 펑크 록과 뉴 웨이브 오브 브리티시 헤비 메탈(NWOBHM)의 새로운 물결에 영향을 받은 독특한 연주 스타일에 따라 종종 "스래시 메탈의 모터헤드"라고 불린다. 이 밴드는 많은 음반 커버에 등장한 "칼리(Chaly)"라는 이름의 주목할 만한 마스코트를 가지고 있다.

## 음반 목록
- Feel the Fire
- Taking Over
- Under the Influence
- The Years of Decay
- Horrorscope (오버킬의 음반)
- I Hear Black
- W.F.O.
- The Killing Kind
- From the Underground and Below
- Necroshine
- Bloodletting
- Killbox 13
- ReliXIV
- Immortalis
- Ironbound
- The Electric Age
- White Devil Armory
- The Grinding Wheel
- The Wings of War
- Scorched